# Han Cheng
Anotació: En aquest article, per diferencia entre l'estat Han del Període dels Regnes Combatents (Xina) i la Dinastia Han, "Hán" serà usat per referir-se a l'anterior mentre que "Han" serà reservat pel posterior.
En aquest nom xinès, el cognom és Han.
Han Cheng (mort el 206 aEC), també conegut com a Han Wang Cheng (韓王成; literalment: Rei Cheng de Han) en alguns textos històrics xinesos, va ser el governant del Regne de Hán dels Divuit Regnes durant el període de la disputa Chu–Han de la història xinesa.

## Biografia
Han era un descendent de la família reial de l'estat de Hán dels Set Regnes Combatents. Ell va viure com un plebeu sota el govern de la Dinastia Qin després que el seu estat nadiu va ser conquerit per Qin en el 230 aEC.
En el 209 aEC, quan els aixecaments es van produir al llarg de la Xina per enderrocar la Dinastia Qin, Han va anar a unir-se a la força rebel de Xiang Liang amb l'esperança de venjar al seu estat. En el camí, ell es va topar amb Zhang Liang, el descendent d'una família buròcrata del seu estat. Zhang va aconseguir convèncer a Xiang Liang per tal de restaurar el regne de Hán i Han va ser designat com el seu governant, amb Zhang servint com el seu canceller. Xiang també va proporcionar algunes tropes a Han i li va permetre atacar les guarnicions de Qin amb base a Yingchuan (en l'actualitat Henan).
Després de la caiguda de la dinastia Qin en el 206 aEC, Xiang Yu va dividir l'antic Imperi Qin en Divuit Regnes. Llavors Han va ser nomenat com governant del regne Hán. Mesos més tard, Xiang va fer matar Han i el va reemplaçar amb Zheng Chang.